# Battlefield 2: Modern Combat
Battlefield 2: Modern Combat (abbreviato BF2: MC) è uno sparatutto in prima persona appartenente alla celebre saga Battlefield, sviluppato da Digital Illusions Creative Entertainment e pubblicato da Electronic Arts. È il primo titolo della saga ad esser adattato per console.

## Trama
La campagna di gioco di BF2: MC si sviluppa attraverso le vicende di una guerra fittizia fra le forze della NATO e la Cina, che ha luogo in Kazakistan. Le superpotenze si accusano reciprocamente di ripetuti crimini di guerra, il che le porterà allo scontro; alla fine, verrà alla luce che entrambe le fazioni sono state vittime di un'organizzazione terroristica chiamata Burning Flag, che le ha aizzate le une contro le altre allo scopo di scatenare una guerra. La fazione vincente dovrà quindi fermare il leader dell'organizzazione, un certo Commander 31, dal lanciare tre testate nucleari su missili intercontinentali a lungo raggio, aventi quali obiettivi gli Stati Uniti e l'Europa. Dopo la sua sconfitta, la guerra ha fine.

## Modalità di gioco
Nella campagna principale sono disponibili 20 missioni da affrontare sia nelle vesti delle forze NATO che in quelle dell'Esercito di liberazione popolare cinese. In base al punteggio ottenuto sul campo, al numero di caduti, al tempo impiegato e all'impiego delle truppe verranno affidate delle stellette di servizio che faranno progredire di grado il giocatore, e ad ogni grado corrispondono equipaggiamenti migliori per le proprie truppe. Per incrementare il grado sono disponibili anche delle sfide dedicate a specifici obbiettivi e diversi bonus da distruggere sparsi nelle mappe.
Le squadre di combattimento sono diverso tipo e si dividono in assaltatori, cecchini e tecnici. Essi hanno un equipaggiamento dedicato e possono essere supportati da jeep armate, mezzi blindati, elicotteri e imbarcazioni d'assalto. In qualsiasi momento del gioco è possibile cambiare personaggio a seconda dell'esigenza.
Oltre alla modalità a giocatore singolo, è anche disponibile la modalità on-line.